# Okres Karviná
Der Okres Karviná (deutsch Bezirk Karwin) war eine Gebietskörperschaft im Moravskoslezský kraj in Tschechien. Die Okresy waren in etwa vergleichbar mit den Landkreisen in Deutschland, die Bezirksverwaltungen wurden zum 31. Dezember 2002 aufgelöst.
Der flächenmäßig sehr kleine Bezirk mit 356 km² befindet sich im Nordosten Mährens und umfasst das Industrierevier an der Olsa östlich von Ostrava (Ostrau). Im Okres Karviná leben 242.166 Menschen (Stand 1. Januar 2023) in 17 Gemeinden (Obec), davon 7 Städten.
Seit 1776 lebte der größte Teil des Bezirks vor allem von der Kohleförderung, zu der im 19. und 20. Jahrhundert Koksbetriebe, Stahlerzeugung und chemische Industrie hinzukam. In der zweiten Hälfte des 20. Jahrhunderts wurden in den Ausbau der Schwerindustrie hohe finanzielle Mittel zugeführt, die Nachfrage nach Arbeitskräften führte zu hohen Zuwanderungen. Es entstanden neue Städte und Siedlungen. In den 1990er Jahren kam es zur Stilllegung und Schließung großer Betriebe der Schwerindustrie. Maschinenbau, Elektrotechnik und Lederindustrie konnten die freigewordenen Kapazitäten jedoch nicht kompensieren. Auch die Ausweisung neuer Industriezentren und der Aufbau neuer Handelsstrukturen und Dienstleistungsbetriebe konnten den Abbau von Arbeitsplätzen nicht auffangen. Die Arbeitslosigkeit gehört zu den höchsten in Tschechien.
In der Region gibt es 36.000 Unternehmen, wovon die Industrie immer noch das höchste Gewicht hat. Das durchschnittliche Bruttogehalt gehört trotz der hohen Arbeitslosigkeit noch zu den 15 höchsten Tschechiens.
Der Fremdenverkehr konzentriert sich auf
- Kurstadt Darkov
- Schloss in Karviná-Fryštát
- Schlösschen in Rychvald und Petrovice u Karviné
- Holzkirchen in Albrechtice und Petrovice
- Historische Zentren der Städte Bohumín, Český Těšín, Karviná und Orlová.
- Euroregion Těšínské Slezsko

Die jährlichen 44.000 Besucher werden in 35 Unterkünften untergebracht. Die durchschnittliche Aufenthaltsdauer beträgt zehn Tage.

## Städte und Dörfer
Albrechtice (Albersdorf) – Bohumín (Oderberg) – Český Těšín (Teschen-West) – Dětmarovice (Dittmarsdorf) – Dolní Lutyně (Deutsch Leuten) – Doubrava (Dombrau) – Havířov – Horní Bludovice (Oberbludowitz) – Horní Suchá (Ober Suchau) – Chotěbuz (Kotzobentz) – Karviná (Karwin) – Orlová (Orlau) – Petrovice u Karviné (Petrowitz) – Petřvald (Peterswald) – Rychvald (Reichwaldau) – Stonava (Steinau) – Těrlicko (Tierlitzko)